# Tufarelle
Le Tufarelle è un piccolo pianoro che si trova nel territorio del comune di Allumiere, dove sono stati ritrovate tracce di un insediamento del Neolitico.

## Descrizione
Su un pianoro tufaceo, quindi adatto all'estrazione di materiali di costruzione, sono stati ritrovati i resti di un abitato risalente al Neolitico, con l'evidenza di continuità di insediamento per tutta l'Età del rame, fino ad arrivare all'età del bronzo recente.
Oltre ai resti di capanne, sono stati rilevate opere di sistemazione del pianoro, resti di tombe a tumolo, oltre a numerosi reperti fittili.